# 양주 조씨 삼효 정려
양주조씨 삼효 정려(楊州趙氏 三孝 旌閭)는 세종특별자치시 전의면 원성리에 있는 정려이다. 2014년 9월 30일 세종특별자치시의 향토문화유산 제31호로 지정되었다.

## 개요
양주조씨 삼효 정려(楊州趙氏 三孝 旌閭)는 조선시대 효자 조수빈(趙秀彬, 1745~1824), 조명빈(趙命彬, 1749~1832) 형제와 열녀 경주김씨(慶州金氏, 1764~1816)의 효행(孝行)과 열행(烈行)을 세상에 널리 알려 칭찬하고 기억하기 위해 나라에서 하사한 명정(銘旌)을 현판(懸板)으로 걸어놓은 정문(旌門)이다.
조수빈, 조명빈 형제는 어머니가 병에 걸리자 지극정성으로 간호하고 병에 좋다는 약초를 한 겨울에도 산속을 뒤져 구해드렸고 위독하실 때는 손가락을 잘라 피를 입속에 넣어드리고 대변을 맛보며 병세를 알아보았다고 한다. 돌아가신 후에는 3년간 묘 옆에서 움막을 짓고 살면서 곁을 지켰다.
경주김씨는 조수빈의 종손(從孫)인 조백규의 부인으로 남편이 죽자 스스로 목숨을 끓었다.
조수빈, 조명빈 형제와 경주김씨의 행실에 대해 지역의 유림(儒林)들이 글을 올려 1832년(순조 32)에 경주김씨의 열행에 대한 명정을 받고 정문을 세웠으며, 1842년(현종 8) 조수빈, 1854년(철종 5)에는 동생 조명빈의 명정이 내려졌다. 정면에는 ‘孝烈門(효열문)’이라는 현판이 걸려있으며, 내부에는 왼쪽에 조수빈, 가운데 조명빈, 오른쪽에 경주김씨의 현판이 있다.